# Atriplex tatarica
Atriplex tatarica es una especie de arbusto perennifolio dentro de la familia Amaranthaceae. Tiene una distribución cosmopolita.

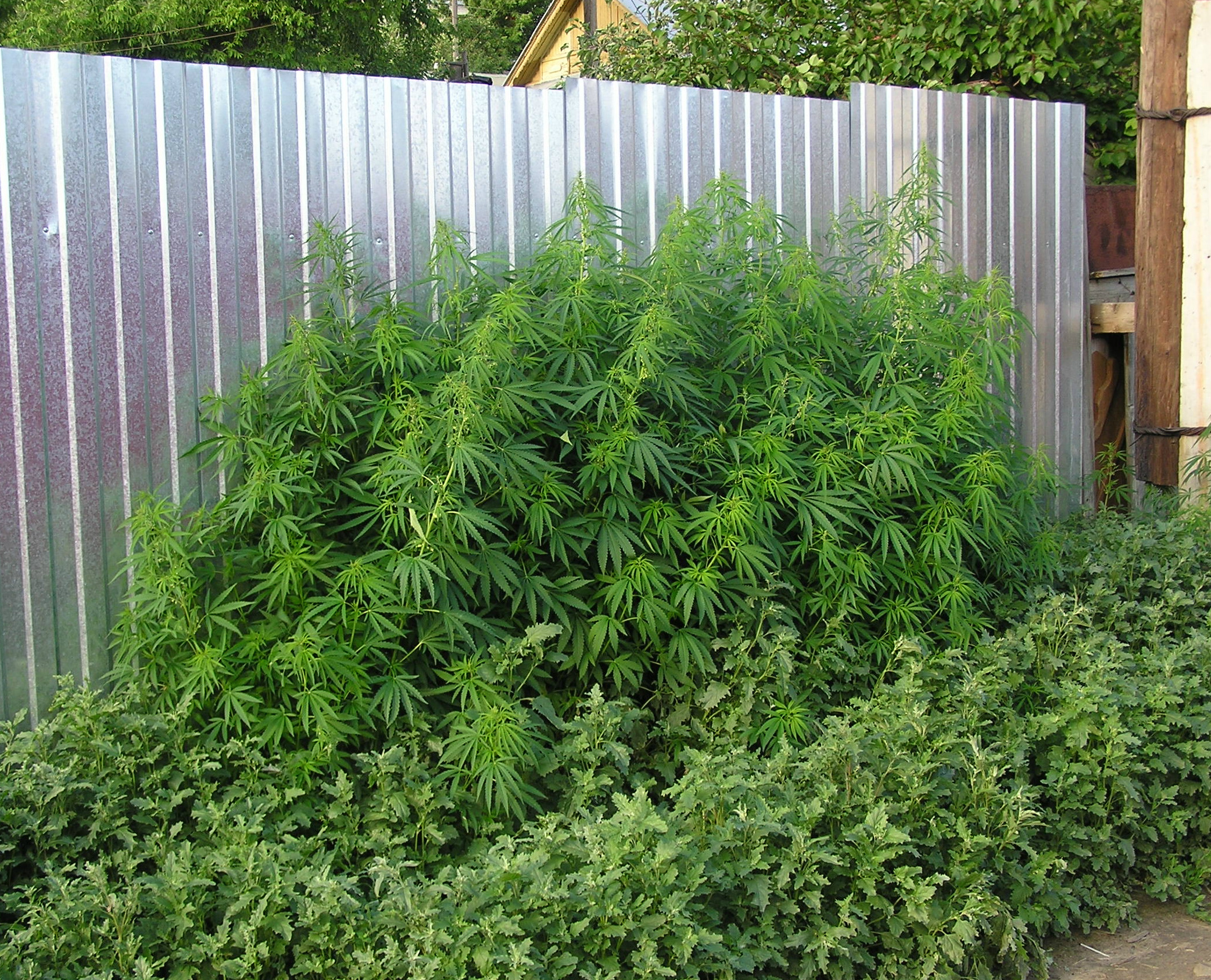
Atriplex tatarica con Cannabis ruderalis

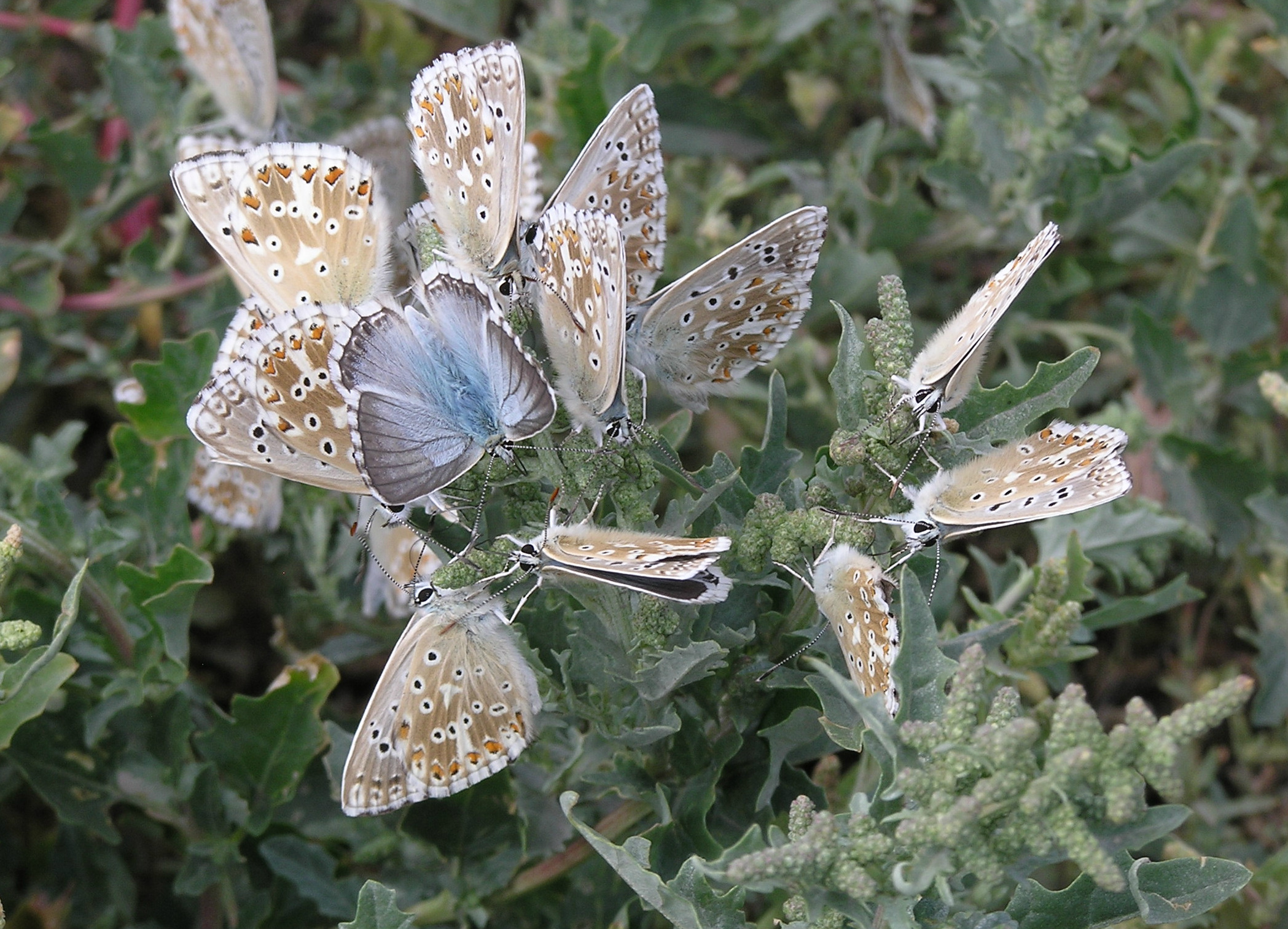
Vista de la planta en su hábitat

## Descripción
Es una planta anual, que alcanza un tamaño de hasta 50 cm de altura. Tiene los tallos erectos. Hojas de 7-28 × 5-16 mm, desde lanceoladas a rómbicas, generalmente deltoideo-ovadas, con bordes desde subenteros a profundamente dentados. Flores en glomérulos axilares o agrupadas en inflorescencias espiciformes en el ápice de las ramillas. Bractéolas fructíferas 5-9 × (4)5-7(8) mm, casi siempre de longitud inferior a su anchura, de rómbico-deltoides a ovadas, generalmente sésiles, soldadas hasta la mitad de su longitud, de consistencia esponjosa en la mitad inferior, que está hinchada y endurecida, normalmente lisas o con 1-2 apéndices en el dorso y desde denticuladas hasta profundamente dentadas en los bordes, con ápice de acuminado a obtuso y base de cuneada a truncada. Semillas 1,5-2,2 ×1,8-2,7 mm; radícula vertical.

## Distribución y hábitat
Se encuentra en las zonas arenosas y nitrificadas próximas al litoral, generalmente en las playas en el Mediterráneo en las zonas costeras  de la península ibérica y las Baleares.

## Taxonomía
Atriplex tatarica fue descrita por  Carlos Linneo y publicado en Species Plantarum 2: 1053. 1753.
Etimología
Atriplex: nombre genérico latino con el que se conoce a la planta.
tatarica: epíteto que se refiere a los tártaros, principalmente a los pueblos turcos que se encuentran en las zonas de Rusia.
Variedades
- Atriplex tatarica var. pamirica (Iljin) G.L.Chu
- Atriplex tatarica var. tatarica

Sinonimia
- Atriplex arazdajanica Kapeller
- Atriplex arazdajanica Kapell.
- Atriplex campestris W.D.J.Koch & Ziz
- Atriplex diffusa Ten.
- Atriplex graeca Willd.
- Atriplex incisa M.Bieb.
- Atriplex lehmanniana Bunge
- Atriplex multicolora Aellen
- Atriplex olivieri Moq.
- Atriplex pruinosa Sieber ex Boiss.
- Atriplex rosea var. subintegra C.A.Mey.
- Atriplex tatarica subsp. tornabenei (Tineo) C.Blanché, Molero & Rovira
- Atriplex tornabenei Tineo
- Atriplex tornabenei var. pedunculata Castrov.
- Atriplex veneta Willd.
- Chenopodium tataricum (L.) E.H.L.Krause
- Schizotheca tatarica (L.) Čelak.
- Teutliopsis tatarica (L.) Čelak.[5]